# Toos van der Klaauw
Catharina Maria (Toos) Steensma-van der Klaauw (Den Haag, 4 december 1915 - aldaar, 11 augustus 2011) was een Nederlandse schermster. Ze werd driemaal Nederlands kampioene Floret Dames: in 1936, 1941 en 1943.

## Loopbaan

### Schermen
Van der Klaauw nam deel aan de Olympische Zomerspelen 1936 bij het onderdeel floret.

### Atletiek
Naast haar activiteiten als schermster was Toos van der Klaauw ook actief in de atletieksport, als lid van de Haagse vereniging ODIA. In de jaren '37 en '38 nam zij deel aan verschillende regionale wedstrijden, waarbij zij enkele malen zegevierde op de 200 m en bij het verspringen.
Wellicht haar beste prestatie  in deze sport leverde zij tijdens de Nederlandse kampioenschappen van 1937. Op de 200 m, die door Fanny Koen werd gewonnen, eindigde zij in de finale als vierde.